# 北票铁路
北票铁路又称北票支线，是中國遼寧省朝陽市轄下北票市的一條鐵路支線，从锦承铁路北票南線路所引出，终到北票东站，全长约14公里，设3座车站，为单线非电气化铁路，目前駱駝營站—北票東站區间已废线。

## 历史
北票自清末便是重要煤矿产区。民国初年为了运出煤炭，顺便解决京奉铁路蒸汽机车的燃料供应，京奉铁路局呈请北洋政府交通部修建锦朝支线 （锦承铁路前身），1918年11月，经再三请求，交通部决定从京奉铁路盈利中每月抽出6万元作为筑路经费，后增至12万元，由京奉铁路局自行修建。1919年，京奉铁路局聘请英国工程师勘测设计锦朝支线。1920年5月，成立“锦朝工程处”开始施工。
锦朝支线自锦县站（今锦州站）出岔至终点北票，全长112公里，1924年12月全线通车，是熱河省中最早營業的一條鐵路。1933年，日本侵占北票后，为加强热河与东北的联系，南满洲铁道开始修建现金岭寺 （今北票南線路所）至承德的铁路。1934年至承德的铁路通车，金岭寺至北票区间成为支線，改名為北票鐵路。
北票鐵路不但担当北票煤矿外運的重任，而且為北票市人民和企業的生產生活服務，是北票市運輸的重要命脈，除了货运外也运营客运列车。然而2018年京沈客运专线承德南站至瀋陽站段开始載客運營，随后2019年11月7日北票铁路客运列车便终止服务，导致北票再也没有客运普速列车运营，居民只能搭乘高速铁路，而且因为线路走向因素，北票再也没有直达锦州的列车。